# Деол, Бобби
Бобби Деол (англ. Bobby Deol; род. 27 января 1969 года,
Бомбей, Индия) — индийский актёр, снимающийся в фильмах на хинди. Сын актёра Дхармендры и брат актёра Санни Деола. Обладатель Filmfare Award за лучшую дебютную мужскую роль.

## Биография
Бобби Деол родился 27 января 1969 года — второй сын в семье известного индийского актёра Дхармендры и его первой жены Пракаш Каур. Помимо него в семье было ещё трое детей: сын Санни Деол, также ставший актёром и дочери Аджита и Виджита. У Бобби Деола также есть две единокровные сестры (Эша Деол и Ахана Деол) от второй жены Дхармендры — актрисы Хемы Малини.
Бобби Деол женат на Тане Ахуджа, от которой имеет двух детей. Его старший сын Арьяман родился в 2001 году, а младший Дхарам — 5 ноября 2004 года и был назван в честь дедушки.

## Карьера

### 1997—2002 годы
Бобби Деол впервые появился на экране в качестве ребенка актёра в фильме «Вечная сказка любви» (1977), сыграв героя своего отца в детстве. Его взрослый дебют состоялся в 1995 году вместе с Твинкл Кханна в фильме «Сезон дождей» режиссёра Раджкумара Сантоши. Деол играет Бадала, наивного, но умного молодого человека, который переезжает из маленькой деревни в большой город и оказывается втянутым в разборки с коррумпированными полицейскими и преступными группировками. Во время съемок в Шотландии, Деол сломал ногу во время верховой езды и вынужден был отменить несколько рекламных фотосъемок. Фильм, тем не менее, имел значительный успех и принес ему Filmfare Award за лучшую дебютную мужскую роль.
В 1997 Деол снялся в триллере «Скрытая истина» режиссёра Раджива Рая. В составе актёрского ансамбля включающего Манишу Койралу, Каджол, Пареша Равала, Раджа Баббара и Ома Пури, Бобби сыграл роль Сахира, молодого человека ошибочно обвиненного в убийстве своего приемного отца и заключенного в тюрьму. «Скрытая истина» была высоко оценена за сюжет и саундтрек и стала крупным коммерческим успехом.
В этом же году Бобби Деол появился в «И они полюбили друг друга» — дебютном фильме Айшварии Рай на хинди. Однако фильм не смог постоять за себя в кассе и провалился.
В 1998 году Бобби снялся в фильме Видху Винода Чопры «Рядом с тобой». Деол играет Бирджу, безответственного молодого человека из семьи среднего класса в штате Химачал-Прадеш с любовью к мелкому воровству и обману. Затем в этом же году он принял участие в военном триллере Абасса и Мастана Бурмаваллы «Доброе имя» наряду с Прити Зинтой и Ракхи Гулзар. Деол играет таинственного персонажа Вики, как позже выясняется сына человека, признанного виновным в контрабанде оружия. В 1999 году он снялся в «Очарован тобой», который стал режиссёрским дебютом его старшего брата, а также первым фильмом в котором Санни и Бобби играют вместе. Супарн Верма из Rediff.com назвал сюжет фильма надуманным и шаблонным, однако похвалил исполнение роли Бобби.
В 2000 Деол принял участие в фильме «Убийца поневоле» режиссёра Раджа Канвара в паре с Рани Мукерджи. Действие фильма происходит в 1984 году, когда беспорядки поглотили часть Пенджаба и Дели. Деол играет Бадала, мальчика, который стал свидетелем массового убийства его семьи и односельчан коррумпированным инспектором полиции и вырос, чтобы стать террористом, чему способствует его гнев и ненависть к властям, которые несправедливо лишили его семьи и друзей. После этого он снялся вместе с Каришмой Капур в «Магия любви» и вместе с Рани Мукерджи в «Скорпионе», очевидном ремейке «Леона» Люка Бессона. Деол сыграл роль исполненную в оригинале Жаном Рено, молодого человека, после самоубийства матери и сестер, вызванного несправедливым обвинением в проституции, ставшего наемным убийцей и впоследствии решающий помочь своей соседке отомстить за смерть её семьи. Фильм и игра Бобби были подвергнуты резкой критике, Саканья Верма из Rediff.com сослалась на фильм как на «один из самых неприятных в году» и прокомментировала «Исполнение Бобби Деол является довольно, ну, автоматическим. Он неукоснительно держится за задумчивое выражение лица на протяжении всего фильм. Почему о, почему никто не настоял, чтобы он пошел в актерскую школу?».
В 2001 году Деол снялся вместе с Каришмой Купур и Рахулом Девом в фильме Индры Кумара «Похищение любимой». Фильм провалился в прокате и получил негативную оценку критико в. После этого он выступил в главной роли в триллере братьев Бурмавалла «Коварный незнакомец», основанном на американском фильме 1992 года «По взаимному согласию», вместе с Кариной Капур, Акшайем Кумаром и Бипашей Басу. Его персонаж — молодой муж, переехавший с женой в Швейцарию, который, первоначально завязав хорошие отношения с соседями, оказывается втянут в паутину обмана и внебрачных связей. Зия-ус-Салам из The Hindu была неудовлетворенна его исполнением роли, заметив, что ему «лишь изредка удается передать страх скрывающегося от закона».
В том же году Бобби снялся вместе со своим братом в историческом фильме «Мученики, 23 марта 1931», который изображает событие повлекшие казнь индийского борца за свободу Бхагата Сингха и его сподвижников Раджгуру и Сукхдева 23 марта 1931 года. Фильм вызвал смешанную реакцию критиков. Rediff.com полагала, что в фильме было много хороших моментов и много плохих, и высказала мысль, что фильм мог быть более совершенный, чем оригинал, [[Участник:]]однако агония борьбы Бхагата Сингха была исполнена без нажима, сократив жестокость и страдания, которым он подвергся в реальной жизни. С точки зрения критиков исполнение роли Бобби проигрывает Аджаю Девгану, исполнившему роль Бхагата в фильме «Легенда о Бхагате Сингхе» в том же году.
В 2002 году Деол был выдвинут на Filmfare Award за роль обходительного и богатого предпринимателя в романтическом триллере Аббас-Мастана «Мечта афериста», вдохновленного фильмом «Идеальное убийство» (1998). Его партнерами по съемочной площадке были Амиша Патель и Акшай Кханна. Картина в целом получила высокую оценку критиков, Читра Махеш из The Hindu сказала: «Бобби Деол проводит всю первую половину, выглядя ослепленным и одурманенным, но преодолевает оцепенение к концу, где он действительно выдает хорошее представление». Другим его фильмом этого же года стал «Вор-полицейский» Дэвида Дхавана, основанный на голливудском фильме «Бриллиантовый полицейский». Помимо Бобби в ленте приняли участие Бипаша Басу, Шилпа Шетти и Ом Пури. В 2003 году Деол взял перерыв в съемках.

### 2004—2007 годы
Бобби Деол вернулся на экран в 2004 году в фильме «По воле рока» в паре с Приянкой Чопра. В драме «Преступная ложь» Бобби снялся вместе с Ларой Датта и Рахулом Девом, исполнив роль опустошенного горем армейского офицера. Фильм поднимал тему жестокости полиции, коррупции и справедливости. Деол снова сыграл офицера армии в фильме «Преданность» Анила Шармы. Фильм, включавший таких известных актёров Болливуда, как Амитабх Баччан и Акшай Кумар, несмотря на большие ожидания, провалился в прокате.
В 2005 Бобби снялся в триллере Викрама Бхатта «В тисках предательства», сыграв багатого бизнесмена, который подозревает свою жену в измене. Его исполнение роли получило похвалы от ряда критиков. Затем Деол снялся вместе с Санджаем Даттом, Сунилом Шетти и Аджаем Девганом в военном фильме Мани Шанкара «Танго Чарли» в роли индийского солдата, борющегося с боевиками бодо в Верхнем Ассаме. За этим последовала роль в мелодраме Сунила Даршана «И прольется дождь…» вместе с Приянкой Чопрой и Бипашей Басу. Фильм не имел успеха у критиков, Зия-ус-Салам сделала вывод, что «Изъеденный молью любовный треугольник со всеми стереотипами Болливуда выживает за счет преданной жены, другой женщины с её мини-юбкой, сплоченной семьи, песней, праздников… „И прольется дождь…“ просто пропитан посредственностью». Она была столь же не впечатлена игрой Деола, заметив, что «Парень кажется совершенно потерянным, заставляя вас удивляться, что Бобби не вырос ни на дюйм, как актер, с тех пор как он дебютировал в фильме Раджкумара Сантоши с тем же названием». Его последним фильмом в 2005 году стал «Друзья навсегда», в котором также снялись Акшай Кумар, Лара Датта, Карина Капур и Джухи Чавла. Фильм имел умеренный успех в Индии, но стал самым кассовым индийским фильмом года в Великобритании.
В 2006 году Деол снялся в мелодраме «Во имя любви», сыграв Раджа, который влюбляется в слепую девушку (Амиша Патель), при этом его соперником в любви оказывается лучший друг (Арджун Рампал). Бобби и Амиша получили прозвище «болливудский эквивалент Хью Гранта и Рене Зельвегер». Хотя фильм получил смешанные отзывы, ряд критиков похвалил игру Бобби. Таран Адарш прокомментировал: «Бобби Деол становится только лучше как актер. Ему удается добиться эффекта в фильме, который принадлежит прежде всего Амише и Арджуну». Позднее в этом году он появился в песне «Sabse Alag» фильма «Чужой».
В 2007 году Деол принял участие в шести фильмах. Первый из них, «Шакалака Бум Бум» снимался в Южной Африке и основан на конфликтах и силовом давлении в музыкальной индустрии. Фильм, в котором Бобби сыграл главную роль вместе с Упеном Пателем, Канганой Ранаут и Селиной Джейтли в основном получил похвалы от критиков, особенно за хореографию, а Деол получил несколько весьма положительных отзывов. Таран Адарш сказал после просмотра фильма: «И Бобби, и Упен получили сказочные роли, и два актера сделать большую часть его [фильма]. Бобби — один из наиболее недооцененных актеров. Его работа остается неизменной на всем протяжении, но, как правило, способности этого талантливого актера все время игнорируются. Посмотрите на него, ставшего отрицательным [персонажем] в „Шакалака Бум Бум“ и вы согласитесь, что он один из лучших в бизнесе сегодня».
Вторым фильмом Деола в этом году стала «Встреча подарившая любовь», где он снялся совместно с Абхишеком Баччаном, Призи Зинтой и Ларой Датта. Режиссёром был Шаад Али, снявший фильм под баннером Yash Raj Films с Яшем и Адитьей Чопра в качестве продюсеров. Фильм не был принят критиками и получил отрицательную оценку, главным образом, за поверхностный сценарий. Таран Адарш дал ему 1,5 звезды из 5, сказав: «фильм — сплошной глянец без содержания». Он также посчитал, что Деол был затенен своими коллегами по фильму, отметив, что фильм, «принадлежит в-первую очередь Абхишеку и затем Прити». В дальнейшем Бобби снялся в драме о боксе «Родные люди». Фильм был семейным предприятием, показав Бобби Деола рядом с отцом Дхармендрой, опальным боксером в отставке, который тренирует Бобби и его брата (Санни Деол), чтобы сделать их чемпионами, но при этом создает раскол в семье. «Родные люди» стал крупным коммерческим успехом, особенно в северной Индии и за рубежом, главным образом в Великобритании.
Затем Бобби сыграл в триллере «Любовь по чужому сценарию», ещё одном фильме Аббас-Мастана, главные роли в котором исполнили Акшай Кханна и Урваши Шарма. Его исполнение роли получило смешанные отзывы. Например, Раджа Сен из Rediff.com похвалил несколько сцен, заметив: «Бобби получил содержательную роль, и есть пара моментов, когда он по-настоящему воздействует на аудиторию», но описал его персонажа как «sensitive to an annoying hilt». За этим фильмом последовали два кратких появления в роли самого себя в фильмах «Ом Шанти Ом» и «Мой друг Бобби Деол».

### После 2007 года
В 2008 году Деол снялся вместе с Приянкой Чопра, Дэнни Дензонгпой и Ирфаном Ханом в криминальной драме «Чамку», сыграв главного героя, выращенного лидером наксалитов, базирующихся во внутренних районах Бихара, после того как его семья была зверски убита. Он входит в тайную правительственную программу, задуманную совместно Отделом исследований и анализа и Разведывательным бюро для политических убийств, но влюбившись в воспитательницу детского сада, решает изменить свою жизнь. Режиссёр фильма, Кабир Каушик, изначально приглашал Бобби сыграть главную роль в своем дебютном фильме «Между жизнью и смертью», но, несмотря на понравившийся сценарий, тот отказался. Затем Деол принял участие в фильме «Герои» в составе сильного актёрского ансамбля, включающего Салмана Хана, Прити Зинту, Санни Деола и Митхуна Чакраборти. Большая часть съемок прошла в северной Индии, включая Ладакх (в частности, Бангонг-Цо), Химачал-Прадеш, Пенджаб и Дели. Хотя изначально премьера была назначена на 6 июня, фильм был выпущен 24 октября, в канун праздника Дивали. Последней ролью Бобби в 2008 году стал второстепенный персонаж в фильме «Близкие друзья», вышедшем под баннером Dharma Productions. «Близкие друзья» — первый фильм Болливуда полностью снятый в Майами, в итоге стал восьмым среди самых кассовых фильмов года на хинди.
В 2009 он исполнил роль сироты, ставшего наемным убийцей и ошибочно обвиненном в убийстве, которого не совершал, в фильме «Одиночка», ремейке фильма на телугу «Под прицелом». Его следующий фильм в паре с Мугдхой Годсе назывался «Плачь! Молись! Кричи!» и был снят на Маврикии. В 2011 году он снялся в «Сумасшедшей семейке» вместе с отцом и братом. Позднее он сыграл бизнесмена, неспособного хранить верность своей жене в фильме «Благодарю тебя» в паре с Сонам Капур. Оба позже появились в составе актёрского ансамбля в фильме-ограблении «Игроки», который провалился в прокате. Провалился также «Сумасшедшая семейка 2», сиквел его фильма 2011 года. После череды неудач актёр решил взять перерыв.
В 2017 году он вернулся на экраны после четырёхлетнего перерыва в фильме Poster Boys, вместе с братом Санни и режиссёром фильма Шреям Талпаде, который является ремейком фильма на маратхи, но провалился в прокате.
Сейчас он снимается в сиквеле «Сумасшедшая семейка 3», а также согласился на продолжение фильма «Гонка 2».

## Фильмография
| Год  |   | Русское название          | Оригинальное название       | Роль                                           |
| ---- | - | ------------------------- | --------------------------- | ---------------------------------------------- |
| 1977 | ф | Вечная сказка любви       | Dharam Veer                 | юный Дхарам                                    |
| 1995 | ф | Сезон дождей              | Barsaat                     | Бадал                                          |
| 1997 | ф | Влюбленный самозванец     | ...Aur Pyaar Ho Gaya        | Бобби Оберой                                   |
| 1997 | ф | Тайна                     | Gupt: The Hidden Truth      | Сахил Синха                                    |
| 1999 | ф | Очарован тобой            | Dillagi                     | Оаджвир / Рокки                                |
| 2000 | ф | Убийца поневоле           | Badal                       | Раджа / Бадал                                  |
| 2000 | ф | Скорпион / Профессионал   | Bichhoo                     | Джива                                          |
| 2001 | ф | Похищение любимой         | Aashiq                      | Чандер Капур                                   |
| 2001 | ф | Коварный незнакомец       | Ajnabee                     | Радж Малхотра                                  |
| 2002 | ф | Вор-полицейский           | Chor Machaaye Shor          | Шьям Сингх / Рам Сингх                         |
| 2002 | ф | Горячее сердце            | Kranti                      | Абхай                                          |
| 2002 | ф | Ты знаешь мою тайну       | Humraaz                     | Радж Сингхания                                 |
| 2004 | ф | Преступная ложь           | Bardaasht                   | Адитья Шривастав                               |
| 2005 | ф | В тисках предательства    | Jurm                        | Авинаш Мальхотра                               |
| 2005 | ф | И прольется дождь…        | Barsaat                     | Арав Капур                                     |
| 2006 | ф | Во имя любви              | Humko Tumse Pyaar Hai       | Радж                                           |
| 2006 | ф | Чужой                     | Alag                        | камео                                          |
| 2007 | ф | Мой друг Бобби Деол       | Nanhe Jaisalmer             | в роли самого себя                             |
| 2007 | ф | Когда одной жизни мало    | Om Shanti Om                | в роли самого себя в песне «Deewangi Deewangi» |
| 2007 | ф | Встреча подарившая любовь | Jhoom Barabar Jhoom         | Сатвиндер «Стив» Сингх                         |
| 2007 | ф | Родные люди               | Apne                        | Каран Сингх Чаудхари                           |
| 2007 | ф | Любовь по чужому сценарию | Naqaab                      | Каран Оберой / Рохит Шрофф                     |
| 2007 | ф | Шакалака Бум Бум          | Shakalaka Boom Boom         | Эй. Джей.                                      |
| 2008 | ф | Близкие друзья            | Dostana                     | Абхиманью Сингх                                |
| 2008 | ф | Герои                     | Heroes                      | Дхананджей «Ди Джей» Шергил                    |
| 2008 | ф | Чамку                     | Chamku                      | Джайвед Пратап Сингх «Чамку»                   |
| 2009 | ф | Одиночка                  | Ek: The Power Of One        | Надкумар «Нанду» Шарма / Пуран Сингх           |
| 2009 | ф | Не теряй надежды…         | Vaada Raha                  | Дьянеш Крипал Чавла                            |
| 2010 | ф | Плачь! Молись! Кричи!     | Help                        | Вик                                            |
| 2011 | ф | Спасибо тебе              | Thank You                   | Радж Малхотра                                  |
| 2011 | ф | Сумасшедшая семейка       | Yamla Pagla Deewana         | Гаджотхар Сингх Дхилон                         |
| 2012 | ф | Игроки                    | Players                     | Ронни                                          |
| 2013 | ф | Сумасшедшая семейка 2     | Yamla Pagla Deewana 2       | Гаджотхар Сингх Дхилон                         |
| 2017 | ф |                           | Poster Boys                 | Винай Шарма                                    |
| 2018 | ф |                           | Yamla Pagla Deewana Phir Se | Гаджотхар Сингх Дхилон                         |
| 2021 | ф |                           | Race 3                      |                                                |